# 克劳斯·沃尔费曼
克劳斯·沃尔费曼（德語：Klaus Wolfermann，1946年3月31日—2024年12月18日），德国男子田径运动员，主攻标枪。他曾代表西德参加1968年和1972年夏季奥林匹克运动会田径比赛，获得一枚金牌。